# 三學士
三學士（韓語：삼학사），是1637年丙子胡亂之際，李氏朝鮮三位反對向清國投降，被清國逮捕處死的官員的稱呼，他們分別是洪翼漢、尹集和吳達濟。
他們根據朱子學慕華和忠君愛國思想，主張清是蠻夷，反對講和。在朝鮮仁祖在三田渡投降（史称丁丑下城）後，他們三人後被皇太極帶回瀋陽處決。

## 南漢山城顯節祠
在韓國的世界遺產南漢山城，內設紀念三學士的顯節祠。每年農曆9月10日對他們三人進行祭祀。
在1671年宋時烈也撰寫『三学士傳』說他們的事跡。

## 瀋陽的三学士遺跡碑
瀋陽春日公園有“三韩山斗”之碑，该碑于1932年被挖出，仅存题额“三韩山斗”四字可辨识，一些朝鲜人主张这是清太宗纪念所谓“三学士”而立的庙宇中的碑，将其改造为“重修三学士碑”。但这种主张是否属实，尚无史料可以证明。结合清代前期习称辽沈为“三韩”，可知原碑恐非为所谓“三学士”而立。